# ميخائيل أندريه
ميخائيل أندريه هو شاعر كندي، ولد في 31 أغسطس 1946.